# Finales de la ABA de 1968
Las Finales de la ABA de 1968 fueron las series definitivas de los playoffs de 1968 y suponían la conclusión de la temporada 1967-68 de la ABA, con victoria de Pittsburgh Pipers, campeón de la División Este, sobre New Orleans Buccaneers, campeón de la División Oeste, siendo los primeros vencedores de la competición. El enfrentamiento reunió a 2 futuros miembros del Basketball Hall of Fame, Larry Brown, de los Buccaners, que sería elegido en 2002 como entrenador, y Connie Hawkins de los Pipers.

## Resumen
| Partido | Fecha       | Equipo local | Resultado | Equipo visitante |
| ------- | ----------- | ------------ | --------- | ---------------- |
| 1       | 18 de abril | Pittsburgh   | 120-112   | New Orleans      |
| 2       | 20 de abril | Pittsburgh   | 100-109   | New Orleans      |
| 3       | 24 de abril | New Orleans  | 109-101   | Pittsburgh       |
| 4       | 25 de abril | New Orleans  | 105-106   | Pittsburgh       |
| 5       | 27 de abril | Pittsburgh   | 108-111   | New Orleans      |
| 6       | 1 de mayo   | New Orleans  | 112-118   | Pittsburgh       |
| 7       | 4 de mayo   | Pittsburgh   | 122-113   | New Orleans      |

Pipers gana las series 4-3

## Enfrentamientos en temporada regular
Durante la temporada regular, los Pipers y los Buccaners se vieron las caras en seis ocasiones, jugando tres encuentros en el Pittsburgh Civic Arena, otros dos en el Loyola Field House y uno más en terreno neutral, en Memphis. Cada equipo consiguió la victoria en 3 ocasiones.
| 30 de octubre | Pittsburgh Pipers | 99–128 | New Orleans Buccaneers |                   |
|               |                   |        |                        |                   |
|               |                   |        |                        | Pabellón: Memphis |

| 17 de noviembre | New Orleans Buccaneers | 94–95 | Pittsburgh Pipers |                                              |
|                 |                        |       |                   |                                              |
|                 |                        |       |                   | Pabellón: Pittsburgh Civic Arena, Pittsburgh |

| 28 de noviembre | Pittsburgh Pipers | 99–106 | New Orleans Buccaneers |                                             |
|                 |                   |        |                        |                                             |
|                 |                   |        |                        | Pabellón: Loyola Field House, Nueva Orleans |

| 19 de enero | New Orleans Buccaneers | 126–132 | Pittsburgh Pipers |                                              |
|             |                        |         |                   |                                              |
|             |                        |         |                   | Pabellón: Pittsburgh Civic Arena, Pittsburgh |

| 17 de febrero | New Orleans Buccaneers | 121–129 | Pittsburgh Pipers |                                              |
|               |                        |         |                   |                                              |
|               |                        |         |                   | Pabellón: Pittsburgh Civic Arena, Pittsburgh |

| 8 de marzo | Pittsburgh Pipers | 114–126 | New Orleans Buccaneers |                                             |
|            |                   |         |                        |                                             |
|            |                   |         |                        | Pabellón: Loyola Field House, Nueva Orleans |